# إبراهيم برناوي
إبراهيم برناوي مواليد 13 فبراير 1984 في ، السعودية، هو لاعب كرة قدم سعودي.
لعب سابقاً لأندية جدة و الوحدة و وج و التقدم و عفيف.